# Oktopus
Oktopus est un octuor fondé en 2010, basé à Montréal, qui se consacre principalement à la musique klezmer. 

## Univers musical
Les prestations d’Oktopus sont passionnées autant que virtuoses, saupoudrées d’humour et d’histoires. Aux airs mélancoliques, reflet des persécutions millénaires, succèdent les célébrations sans bornes. Les arrangements et l’interprétation sont indéniablement enracinés dans la tradition klezmer, mais le groupe en prolonge les ramifications en y entrelaçant les compositions de Brahms, Kodály ou Mahler, les chansons québécoises ou encore l’improvisation jazz. Le respect des différentes traditions, l’authenticité et la volonté de réunir par la musique sont au cœur de la démarche artistique d’Oktopus.   

## Historique
Oktopus est fondé par Gabriel Paquin-Buki en 2010, inspiré par ses origines juives-polonaises,. À la base, l'instrumentation du groupe est calquée sur celle du Klezmer Conservatory Band (clarinette, violon, flûte, trompette, trombone, tuba, piano et batterie). Le groupe se produit d'abord lors de concerts de musique de chambre tenus à la salle Claude-Champagne de l'Université de Montréal. Dès 2012, Oktopus sort du cadre universitaire afin de se produire sur les scènes montréalaises.
C'est en 2014 que commencent les succès d'Oktopus avec une victoire à la 8e édition des Syli d'or, une présence en tant qu'ambassadeurs à la 9e édition qui commence quelques mois plus tard, un concert à Nuits d'Afrique, une participation à la Vitrine des musiques locales métissées, ainsi qu'à Mundial Montreal. C'est également en 2014 que le groupe lance son premier album Lever l'encre. Le journal Le Devoir décrit alors Oktopus en ces termes : « On devient souvent enflammés avec les coups de cuivres, mais on peut modérer les ambiances et donner dans des passages atmosphériques. La batterie peut se faire plus funky sous une trompette qui ramène au son de la rue. Un violon peut surfer sur un piano impressionniste et le rythme d’une doina peut ramener à un climat plus triste. Car il n’y a pas que la cadence vertigineuse et l’esprit de la fanfare, il y a aussi chez ce groupe très prometteur les ornements et le caractère plus expressif. »[réf. nécessaire].
En 2017, Oktopus lance son deuxième album, intitulé Hapax, réalisé par François Lalonde (Lhasa de Sela, Jean Leloup, Ibrahim Maalouf, etc.). Le mot désigne quelque chose qui n'a qu'une occurrence dans un cadre donné. « [...] trois ans après la parution de Lever l’encre, un disque de klezmer ni complètement traditionnel ni dans l’avant-garde new-yorkaise, l’octuor montréalais [...] lanc[e] Hapax, le nouvel opus qui poursuit dans ce sens, mais en allant plus loin. Ici, Brahms, Prokofiev, Jorane, Karen Young et même Félix sont invités au bal des klezmorim, ces musiciens qui avaient tout intégré de l’Europe de l’Est. » L'album obtient des nominations aux prix Juno et aux Prix de la musique folk canadienne. La même année, Oktopus commence à collaborer avec l'Agence d'artistes et de concerts Danielle Lefebvre.
En 2019, Oktopus fait l'objet d'une émission complète à Toute une musique (Radio-Canada), animée par Marie-Christine Trottier, lors de laquelle le groupe offre 60 minutes du musique Live. Radio-Canada choisit deux ans plus un extrait de ce concert afin de poser la candidature du Canada à l'International Competition of Folk Music Recordings de la radio slovaque à Bratislava. En 2021, Oktopus y remporte le « Special prize for the most creative fusion of ancient and contemporary music traditions »; un premier prix pour le Canada à cette compétition.
En 2021, le groupe lance son troisième album, Créature. La musique klezmer traditionnelle y côtoie la musique classique (Enesco) ainsi que le jazz. La pop y est également présente, comme en témoigne Philippe Renaud du Devoir dans sa critique : « Qui d’autre oserait réinterpréter sur un même album Gilles Vigneault (Le grand cerf-volant) et… Destiny’s Child (étonnante Jumpin’ Jumpin’)? » C'est la chanteuse québécoise Sonia Johnson qui prête sa voix au Grand cerf-volant; une première pièce chantée en français dans l'historique discographique du groupe. 
En 2025, Oktopus lance son quatrième album, Brahms, Balkans & Bagels. Ce disque explore la manière dont le folklore a pu inspirer les grands compositeurs classiques. « Les mélodies classiques virevoltent (ou parfois bercent) avec une énergie vitale portée par l’excellence technique des artistes, qui construisent une communion musicale à la fois chirurgicale dans sa précision et organique dans son aisance discursive. » Deux pièces font intervenir la chanteuse Janna Kate, alors qu'un arrangement de la pièce Kállai kettős de Zoltán Kodály met en scène la violoniste néerlendaise Rosanne Philippens.  
Le groupe compte près de 350 prestations au Québec, au Canada et en Europe. Parmi ses concerts notables, on retrouve la Nuit blanche de Montréal en Lumière, le Festival de jazz de Montréal, l'Ashkenaz Festival de Toronto, le Big Bang Festival du Centre national des arts d'Ottawa, le Salmon Arm Roots and Blues Festival, le Vancouver Folk Music Festival, les Butchart Gardens de Victoria, la Fête de la musique de Tremblant, le Canmore Folk Music Festival, la Virée classique OSM, le festival Jazz'N'Klezmer de Paris ou encore le Klezmore Festival de Vienne.

## Discographie

### Lever l'encre(2014)
Oktopus a lancé son premier album en 2014, qui comprend des arrangements du musique traditionnelle klezmer et de musique classique (Bartok, Grieg). L'illustration de la pochette est de Marie-Hélène Pelletier.

### Hapax(2017)
Oktopus a lancé son deuxième album en septembre 2017 au Lion d'or, à Montréal. L'album complètement instrumental comprend des arrangements de musique traditionnelle klezmer, de musique classique (Brahms, Prokofiev) et du Petit bonheur de Félix Leclerc, en plus de collaborations avec Jorane et Karen Young. L'illustration de la pochette est de Nathaniel Huard.

### Créature(2021)
Oktopus a lancé son troisième album en mai 2021 pour la version numérique, et en juin 2021 au Lion d'or de Montréal pour la version physique. L'album plonge dans les racines de la musique klezmer, tout en explorant les liens avec la musique classique (G. Enesco), le jazz (G. Martineau), la chanson québécoise (G. Vigneault) et la pop (B. Knowles). L'album a été réalisé par Gabriel Paquin-Buki et Maxime Philippe. L'illustration de la pochette est de Ernst Haeckel et le design graphique a été réalisé par Marie-Hélène Pelletier.

### Brahms, Balkans & Bagels(2025)
Comment les mélodies populaires hongroises ont-elles bouleversé Franz Liszt? Quelles traces la musique klezmer a-t-elle laissées dans l’œuvre de Gustav Mahler? Comment Zoltán Kodály a-t-il su conserver toutes les saveurs des mélodies populaires paysannes dans ses grandes œuvres symphoniques? Dans cet album haut en couleur, classique et folklore sont sur un même pied d’égalité et s’entrelacent dans des arrangements virtuoses autant que touchants. Le temps est parfois à la fête, parfois au devoir de mémoire, tirant des larmes à mi-chemin entre le rire et les pleurs. La musique klezmer sert de fil conducteur à ce voyage, le ponctuant de ses danses, ses inflexions et ses ornements. Deux pièces font intervenir la chanteuse Janna Kate, alors qu'un arrangement de la pièce Kállai kettős de Zoltán Kodály met en scène la violoniste néerlendaise Rosanne Philippens. L'illustration de la pochette est de Pauline Stive et le design graphique a été réalisé par Marie-Hélène Pelletier. 

## Prix et nominations
- 2023 : « People's Choice Award » aux Bubbe Awards 2023, décernés par l'Institut de musiques juives du Brésil pour la « Meilleure vidéo d'une chanson juive » avec Wiegala.
- 2021 : « Special prize for the most creative fusion of ancient and contemporary music traditions » à l'International Competition of Folk Music Recordings de la radio slovaque à Bratislava. En collaboration avec Radio-Canada.
- 2018 : Nomination aux prix Juno dans la catégorie « Album instrumental de l'année » pour Hapax[24],[25]
- 2018 : Nomination aux Prix de la musique folk canadienne dans la catégorie « Meilleur groupe de musique du monde » pour Hapax[24],[26]
- 2015 : Nomination au GAMIQ dans la catégorie « Album Roots de l'année » pour Lever l'encre[27]
- 2014 : Syli d'or de la musique du monde, décerné par Nuits d'Afrique[23],[3]

## Membres
- Gabriel Paquin-Buki : direction artistique, clarinette et arrangements
- Matthieu Bourget : trombone basse
- Maxime Philippe : batterie et percussions
- Madeleine Doyon : trombone
- Francis Pigeon : trompette
- Zoé Dumais : violon
- Guillaume Martineau (Révélation jazz Radio-Canada) : piano
- Noémie Caron-Marcotte : flûte